# Vâlcănești
Vâlcănești là một xã thuộc hạt Prahova, România. Dân số thời điểm năm 2002 là 3989 người.